# Michiaki Kamada
Michiaki Kamada (鎌田 道章), né le 15 janvier 1890 et mort le 18 octobre 1947, est un vice-amiral de la Marine impériale japonaise ayant servi dans le Théâtre du Pacifique pendant la Seconde Guerre mondiale.

## Biographie
Kamada était originaire de la préfecture d'Ehime, sur l'île de Shikoku, au Japon. Il sort diplômé de la 39e promotion de l'Académie navale impériale du Japon en 1911, classé 95e sur 148. Il était notamment camarade de classe des futurs amiraux Takeo Takagi, Chuichi Hara, Shigeyoshi Miwa (en) et Sadamichi Kajioka. Il servit en tant qu'aspirant sur les croiseurs Aso et Iwate, et en tant que sous-lieutenant sur le cuirassé Shikishima, le croiseur Izumo, le croiseur de bataille Tsukuba et le destroyer Katsura. Il fut promu lieutenant en 1918, servant d'abord sur le cuirassé Mutsu avant d'être affecté aux navires d'étude Musashi et Yamato. Il devint chef de l'artillerie du cuirassé Ise en février 1924. Après avoir été promu lieutenant-commandant en décembre 1924, il servit sur les croiseurs Kiso et Abukuma avant de recevoir son premier commandement - le destroyer Hozu - le 30 novembre 1929.
Après sa promotion en tant que commandant en décembre 1930, Kamada servit comme commandant en second sur le cuirassé Hiei à partir de novembre 1934. Il fut promu capitaine en novembre 1935 et devint capitaine du croiseur Tenryu. Il a ensuite commandé les croiseurs Izumo, Kako, Ashigara et Yubari. Nommé à l'état-major de la marine impériale japonaise à partir d' octobre 1940 il fut stationné sur l'île de Hainan occupée par les Japonais.
Kamada fut promu contre-amiral le 15 octobre 1941  Il servit dans l'état-major et commanda les forces de la 8e flotte japonaise en Nouvelle-Guinée d'octobre 1942 à décembre 1943. Le 23 août 1944, Kamada prit le commandement des forces navales japonaises, la 22e Naval Special Base Force basé à Balikpapan (Bornéo), faisant de lui le gouverneur militaire de la colonie néerlandaise de Bornéo. Les forces de Kamada furent ensuite impliquées dans la campagne de Bornéo en 1945. Il fut promu vice-amiral le 1er mai 1945.
Le 8 septembre 1945, Kamada signe l'acte de reddition des forces militaires japonaises de la région au Major-général Australien Edward Milford à bord du HMAS Burdekin qui est ancré au large de la côte du Kalimantan.

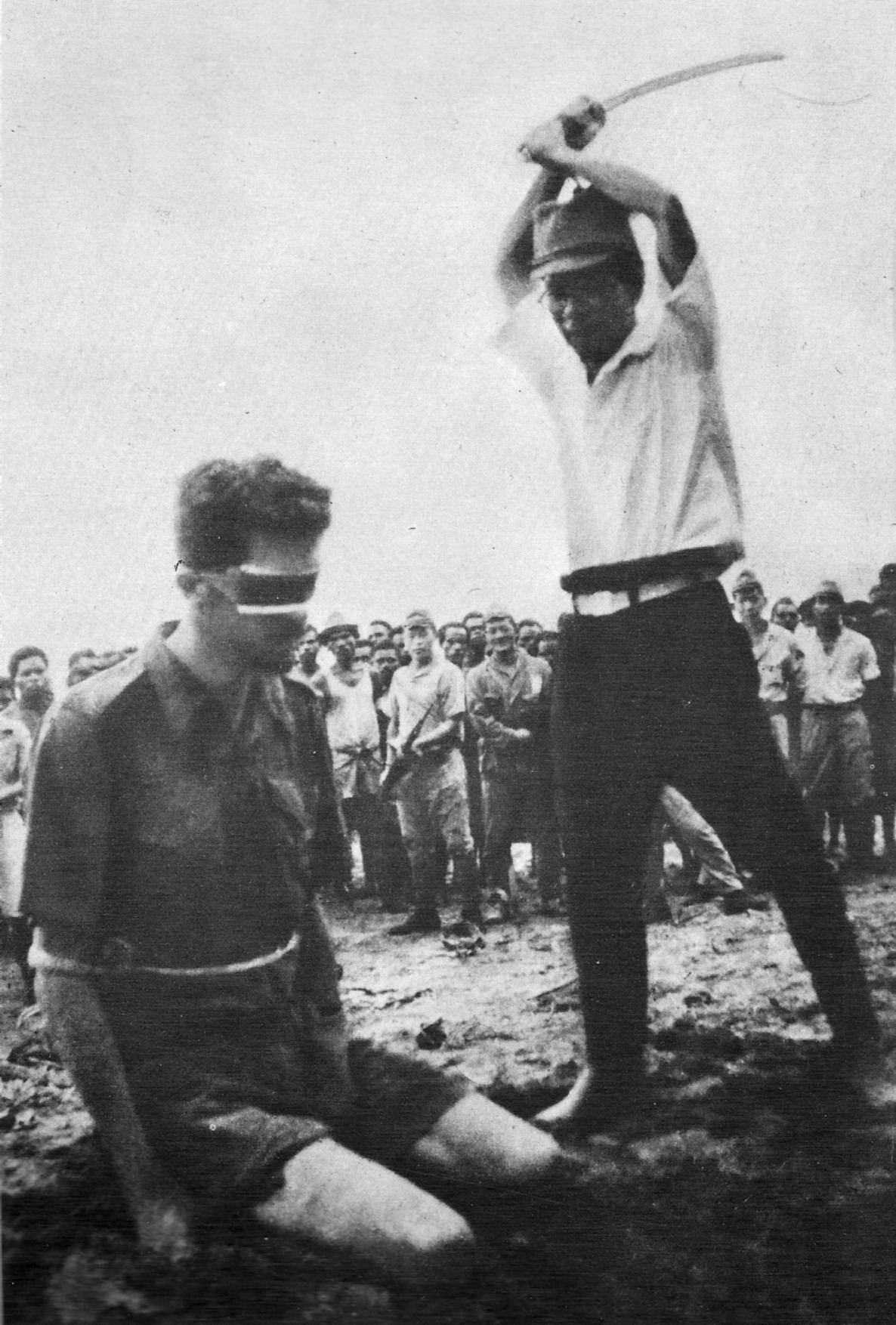
Le sergent Leonard Siffleet de l'unité spéciale M est décapité le 24 octobre 1943 par un officier japonais sous les ordres de Kamada.

Après la capitulation du Japon, un tribunal militaire néerlandais de Pontianak l'a reconnu coupable de crimes de guerre pour les exécutions de 1 500 indigènes de l'ouest de Bornéo en 1944 et de mauvais traitements infligés à 2 000 prisonniers de guerre néerlandais sur l'île de Florès. Kamada est condamné à mort et exécuté le 18 octobre 1947.